# Auburn Motor Car Co.
Auburn Motor Car Co. war ein australischer Hersteller von Automobilen.

## Unternehmensgeschichte
Das Unternehmen aus Melbourne begann 1979 mit der Produktion von Automobilen. Der Markenname lautete Auburn. 1989 endete die Produktion.

## Fahrzeuge
Das einzige Modell war die Nachbildung eines Auburn aus den 1930er Jahren. Viele Teile kamen von California Custom Coach aus Pasadena in den USA. Die Motorenart und -herkunft ist nicht angegeben, aber das amerikanische Unternehmen verwendete V8-Motoren von Ford. Die Fahrzeuge hatten Rechtslenkung.